# 菲利普·约恩松
菲利普·约恩松（瑞典語：Philip Jönsson，1994年3月28日—），瑞典男子射击运动员。他曾代表瑞典参加2016年和2020年夏季残疾人奥林匹克运动会射击比赛，其中2020年夏季残奥会获得一枚金牌。